# Alchemilla mastodonta
Alchemilla mastodonta es una especie de planta del género Alchemilla, perteneciente a la familia Rosaceae.

## Taxonomía
Alchemilla mastodonta fue descrita por Serguéi Yuzepchuk en 1954.

## Distribución
Se encuentra en el territorio de Kazajistán.